# Jorge Luis Acha
Jorge Luis Acha (Miramar, 10 de noviembre de 1946 - Miramar, 12 de octubre de 1996) fue un artista plástico, escritor, guionista, fotógrafo y cineasta argentino.

## Biografía
Cursó estudios en la Escuela Nacional de Bellas Artes Prilidiano Pueyrredón de Buenos Aires donde egresó como maestro de dibujo y profesor de pintura, oficio que ejerció en la misma institución y en su propio taller, convirtiéndose en inspiración intelectual y artística para decenas de jóvenes alumnos.
Entre 1975 y 1989, realizó varias exposiciones de pintura individuales en Buenos Aires, Lima, La Plata y en el Museo de Arte Moderno de San Pablo. Expuso también en la Bienal del Humor de Sátira de Gavobro (Bulgaria) y en la Muestra Internacional de Arte Gráfico de Bilbao.
Si bien se consideraba a sí mismo un “pintor viajero” –condición que emparentaba con la tradición romántica del siglo XIX- y tenía a la naturaleza- sobre todo al mar- como tema principal sus paisajes exponen menos un registro documental que un estado espiritual del pintor frente a la naturaleza.
Su trabajo incursionó en diversas técnicas pero fue por antonomasia un cultor de la acuarela, dotado de una destreza eximia para capturar atmósferas con pinceladas diáfanas que conjugan hondura y sencillez.
Fue un creador que abarcó múltiples disciplinas artísticas y que en su fase final brilló en el campo de la cinematografía.
Sus largometrajes fueron Habeas Corpus (1987), original relato de un prisionero torturado por la Dictadura Militar en la Argentina en la Semana Santa en que el Papa visitó Buenos Aires - Premio Festival de Cine de Operas Primas en Bariloche, 1987 -, Standard (1989) con Libertad Leblanc sobre el proyectado Altar de la Patria (Argentina) y Mbucuruyá, cuadros de la naturaleza (1996) además de varios cortometrajes como Impasse con Leonor Manso.
Ninguna de esas películas tuvieron estreno comercial, hoy son objeto de cine de culto y se proyectan en museos, ciclos, festivales internacionales. El ciclo en homenaje en el Bafici llevó por título Maldito Acha.
Escribió sobre cine en las revistas "El amigo americano" y "Biógrafo" (1979-80), compartiendo redacción con Rodrigo Tarruela, Ángel Faretta, Carlos O. García y Marcelo Zapata, entre otros y la obra teatral Samka-Cancha en colaboración con el periodista Raúl García Luna.
Acha participó también en el film "Cinéfilos a la intemperie" de Carlos O. García y Alfredo Slavutzky, donde tuvo destacadas intervenciones resaltadas por la crítica: "la película sería otra sin la participación de Acha, que interpreta el juego como nadie y produce un par de intervenciones geniales, seriamente desopilantes (Quintín)."; "uno de los magnéticos ejes del film, una especie de stand up comedian aterradoramente lúcido, saludando a futuro a su propia y cercana muerte, poniéndole el cuerpo a la certeza de que el cine y la vida terminan siendo la misma cosa (Eduardo Rojas)."
Murió a los 49 años, mientras inspeccionaba el terreno donde iba a levantar su futura casa.
En abril de 2012 la Asociación Civil Jorge Luis Acha publicó el primer volumen de sus Escritos Póstumos (Alción Editora) editado y prologado por su discípulo Gustavo Bernstein.
En agosto de 2013 la Biblioteca Nacional homenajeó su trayectoria cinematográfica con una retrospectiva en el Museo del Libro y de la Lengua.
En el marco del Festival Asterisco, el 6 de junio de 2014 la Asociación Civil Jorge Luis Acha presentó el volumen 2 de sus Escritos Póstumos (Ítaca ediciones) en la Biblioteca del Congreso de la Nación; evento presentado por el historiador y crítico de cine Fernando Peña -programador del Festival- y en el que disertaron Ana Laura Lusnich, Patricia Mercado, Lucas Martinelli y Gustavo Bernstein, compilador y prologuista de la obra del artista.
En enero del 2017 la Asociación Civil Jorge Luis Acha produjo y lanzó en DVD el film Thálassa, un autorretrato de Jorge Acha, documental sobre el artista dirigido por Gustavo Bernstein, Carlos O. García y Alfredo Slavutzky.
https://vimeo.com/2014309
En agosto de 2017 Ítaca ediciones publicó Jorge Acha: una eztetyka sudaka, volumen de ensayos sobre la filmografía del artista que reúne textos de Gustavo Bernstein, Juan Pablo Bertazza, María Alba Bovisio, Luciana Caresani, Ezequiel Iván Duarte, Magalí Mariano, Lucas Martinelli, Marta Penhos, Pablo Piedras, Eduardo A. Russo y Jorge Sala.
En octubre de 2018 la Viennale (Vienna International Film Festival) le dedicó una sección homenaje In Focus: Jorge Acha en la cual proyectaron la retrospectiva fílmica del artista. En el catálogo de la muestra, bajo el título Jorge Acha: de la historia secreta del cine argentino se lo describe así:

"La historia del cine, ya sea la historia de las películas de un país o la historia del cine vista como un país complementario, tiene algunos nombres consagrados y épocas doradas, así como notas al pie y nombres olvidados. Jorge Acha, un cineasta argentino, vivió 49 años. Fue un pintor excepcional, escribió sobre cine y también realizó tres películas destacadas entre 1987 y 1992 (así como algunos cortometrajes). La sintaxis de las películas de Acha es completamente desconocida para la linealidad clásica y la moderación estética. Sus películas recogen varios episodios asociados a una situación específica: el encarcelamiento de un preso político durante la dictadura militar argentina más reciente (HABEAS CORPUS), los desacuerdos entre un proyecto nacionalista delirante y los encargados de construirlo (STANDARD), y el viaje en la selva americana por dos científicos europeos de renombre en busca de conocimiento (MBURUCUYÁ). En todos los casos, el relato termina como una promesa dejada de lado por una intensidad sensorial aplicada para exponer el sentimiento predominante de los protagonistas. El nombre de Jorge Acha suele faltar en las enciclopedias y en las lecciones de cine argentino o latinoamericano. Probablemente, esto se debe a que sus películas han sido escasamente distribuidas y son poco conocidas. Sin embargo, Acha es uno de los mayores secretos del cine argentino y su prematura muerte interrumpió una obra que podría haber sido aún más decisiva porque la sofisticación formal y los intereses conceptuales de este cineasta demuestran la relevancia de sus películas. "

## Análisis de su obra cinematográfica
El crítico e historiador cinematográfico Ricardo Parodi, quien fue el curador de la retrospectiva del BAFICI 2006, sintetiza así sus tres largometrajes:

"..."Habeas Corpus" describe cuatro días de cautiverio en una Semana Santa Trágica, cuando la dictadura recibió a Juan Pablo II y la radio y la televisión contaban y mostraban como Videla comía la ostia y trataba de lavar sus pecados. Entre tanto, en las cárceles ocultas, miles eran torturados y asesinados. Esta película es el compendio de las percepciones, de las afecciones, los recuerdos, el delirio, de un detenido en los momentos más terribles de su encierro: tiempos muertos que se suceden entre las sesiones de tortura. El tiempo en que descubre que posee un cuerpo hecho de fragmentos. Tal vez no haya, en la historia del cine nacional, una exploración tan detallada de las cualidades y potencias que puede engendrar un cuerpo. Una imagen, la de los peces, se repite a lo largo del filme (símbolo del cristianismo arcaico, traicionado), y una frase de Borges no cesa de ser evocada: “Ni una arena soñada puede matarme. Ni hay sueños que estén dentro de sueños”.
En lo que respecta a "Standard": ¿Alguien recuerda de aquel proyecto de López Rega que pretendía la construcción de un gran Altar de la Patria que reuniera, en un único edificio, todas las figuras míticas de la historia argentina? Desde San Martín hasta Perón. Desde las estampas del Billiken de nuestra infancia hasta las tetas de Libertad Leblanc de nuestra adolescencia. Todos los tópicos de la argentinidad reunidos en un mismo espacio. Pero la construcción se demora. Los obreros se entretienen con sus propias pulsiones masturbatorias. ¿O es que acaso la Argentina es una construcción imposible? Siempre a punto de comenzar, siempre desplegando grandes proyectos, grandes planos que jamás llegan a concretarse. Un país “berreta” que oculta con falsos monumentos su profunda vacuidad. En el cine de Acha, lo berreta es expuesto, mostrado en su mentirosa pomposidad.

"Mburucuyá", retrata el viaje que  Friedrich Heinrich Alexander Von Humboldt, en compañía del botánico Aimé Bonpland, emprendió en 1799 rumbo a Sudamérica, donde permanecería cinco años. El choque entre las dos culturas, entre los dos modos de pensamiento, era inevitable. La descripción perfecta de las plumas del pato nos hace perder su esencia, su alma. Mburucuyá, esa extraña flor latinoamericana que los españoles rebautizarán como “pasionaria” por sus pistilos que recuerdan los tres clavos del Cristo en la cruz, es más que nada color y movimiento. Es un aliento de Duración que escapa a al racionalismo científico de Von Humboldt, que da por concluida su misión después de haber “disecado más de mil seiscientas plantas y recolectado más de seiscientas especies” y no haber podido acercarse ni un milímetro a esa cualidad otra, a ese conocimiento distinto, que supone la mirada del indígena Yancagua, “cazador de jaguares”, que permanecerá por siempre “atrapado en el sueño de Alexander olor a jabón”. ".."

### Sobre Habeas Corpus
El investigador Pablo Piedras, en su texto "Un tal Jorge Acha" y bajo el subtítulo "Hábeas Corpus. Parábola de un condenado o cómo escapar de la prisión del cuerpo" describe así el film:

"...Hábeas Corpus es el relato de una espera. Un tiempo elidido que, en gran parte de las películas, suele ser necesario economizar. El primer largometraje de Acha narra cuatro días en la vida de un hombre preso, detenido en un centro de detención clandestino, durante la última dictadura militar argentina. Sólo dos hombres, sólo dos personajes: el guardián y el cautivo. Dos historias unidas por el entorno espacial. La del carcelero, marcado por la exacta repetición de un horrendo ritual que forma parte de su vida cotidiana. Cuatro días, cuatro arribos al sitio donde cumple la función de controlar. Pero esta función de control se encuentra determinada no sólo por las acciones que debe ejecutar, sino también por el sitio que ocupa en la estructura represiva. Cada día se sentará en su silla a esperar que se cumpla el horario. Comerá las anchoas de una pizza, beberá agua, observará revistas de fisicoculturismo y dejará los restos de su vianda al alcance del detenido. El carcelero debe permanecer, ocupar un lugar dentro del mecanismo de la prisión. El dispositivo, como indica Foucault, será el que asegure la correcta aplicación de la disciplina y el castigo. El poder centralizado de un Estado totalitario, descansa sobre esta maquinaria, cuyos mecanismos garantizan el control (y muchas veces la tortura) sobre el cuerpo de los individuos. En contrapartida a los cuerpos poderosos de las revistas que observa el guardián, se halla el cuerpo del detenido. Un cuerpo despojado, rendido, atravesado por los mecanismos de poder. Acha no precisa mostramos los momentos de la tortura para hacemos percibir los sufrimientos de ese cuerpo. El punto clave para comprender esta visión desplazada de una situación tantas veces representada radica en la configuración del sujeto de la enunciación. Según Acha: “Hábeas Corpus respeta el tiempo del personaje y no el tiempo del espectador que está sentado en la butaca del cine”. Esta elección claramente resulta un posicionamiento ético frente a la historia y al personaje. La decisión del director consiste en ponerse de frente al personaje aun cuando esto signifique darle la espalda al público. Sin embargo, sería más preciso decir que la película pretende otro tipo de visión, reclama un espectador diferente de esa masa informe que la industria denomina “público”. Según Ricardo Parodi, el cine de Acha le propone al espectador una relación distinta con la imagen, una experiencia vinculada directamente al orden de lo perceptual.

Nos situamos así, frente al cuerpo del detenido, sentimos el absurdo paso del tiempo junto a él, invadimos sus imágenes mentales, los fragmentos de sus recuerdos, del único recuerdo que pareciera tener algún sentido: él y un amigo jugando en la playa. Tiempo recobrado, sin medidas, junto al mar. Entonces, podría pensarse el relato como la materialización de una cruel dialéctica entre el padecimiento corporal y la resistencia psíquica. Mientras la película avanza, el fluir de las imágenes-recuerdo se acrecienta, actualizándose incesantemente, fundiéndose con el presente de la narración. El espacio imaginario y el espacio real comienzan a confundirse atravesados por un elemento que lo invadirá (o lo inundará) todo: el agua. El agua del mar en el nivel de lo imaginario, el agua de la tormenta en el nivel de lo real. Finalmente, en la última secuencia, se integrarán en un mismo plano los dos espacios, ubicándose en el centro la figura del hombre. Conformando un cuadro impresionante, el detenido es mostrado en la celda con sus piernas hundidas en el mar. Ante la mirada del carcelero (único momento en que el guardián observa hacia dentro de la celda) el prisionero libera un pez -que se halla encarcelado en un frasco- dejándolo caer al mar. Este punto de fuga, esta posibilidad de escape desde el campo de lo imaginario, revela en el film de Acha, una concepción del poder que se distancia de la propuesta de Foucault, quien no señala salida posible ante la tecnología disciplinaria.

Si bien Hábeas Corpus posee una unidad narrativa bastante concentrada (a diferencia de Standard y Mburucuyá) el modo de representación utilizado resulta inédito en el cine nacional. Esto se manifiesta no sólo en la forma de representación del tiempo descripta anteriormente, sino también en la particular articulación que se efectúa entre la serie sonora y la serie visual. Como sucede en Standard, se suprime casi por completo el uso de la palabra. La serie sonora no funciona como apoyatura, tampoco es un comentario de las imágenes. Los signos sonoros remiten constantemente al universo de la diégesis pero producen relaciones conflictivas con lo que está siendo mostrado. Un ejemplo evidente resulta el contrapunto creado entre los sonidos provenientes de una radio (la voz de un sacerdote relata la crucifixión de Cristo) y las imágenes del cautivo cuya vida se extingue en una celda. En definitiva, lo notable de Hábeas Corpus es que relata una historia de carácter universal: la del hombre encarcelado, castigado por las más brutales manifestaciones del poder como la supresión de la libertad y la tortura; pero al mismo tiempo no deja de remitimos a otra historia terriblemente concreta; cercana y dolorosa, como la de nuestros desaparecidos durante la última dictadura militar..."

### Sobre Standard

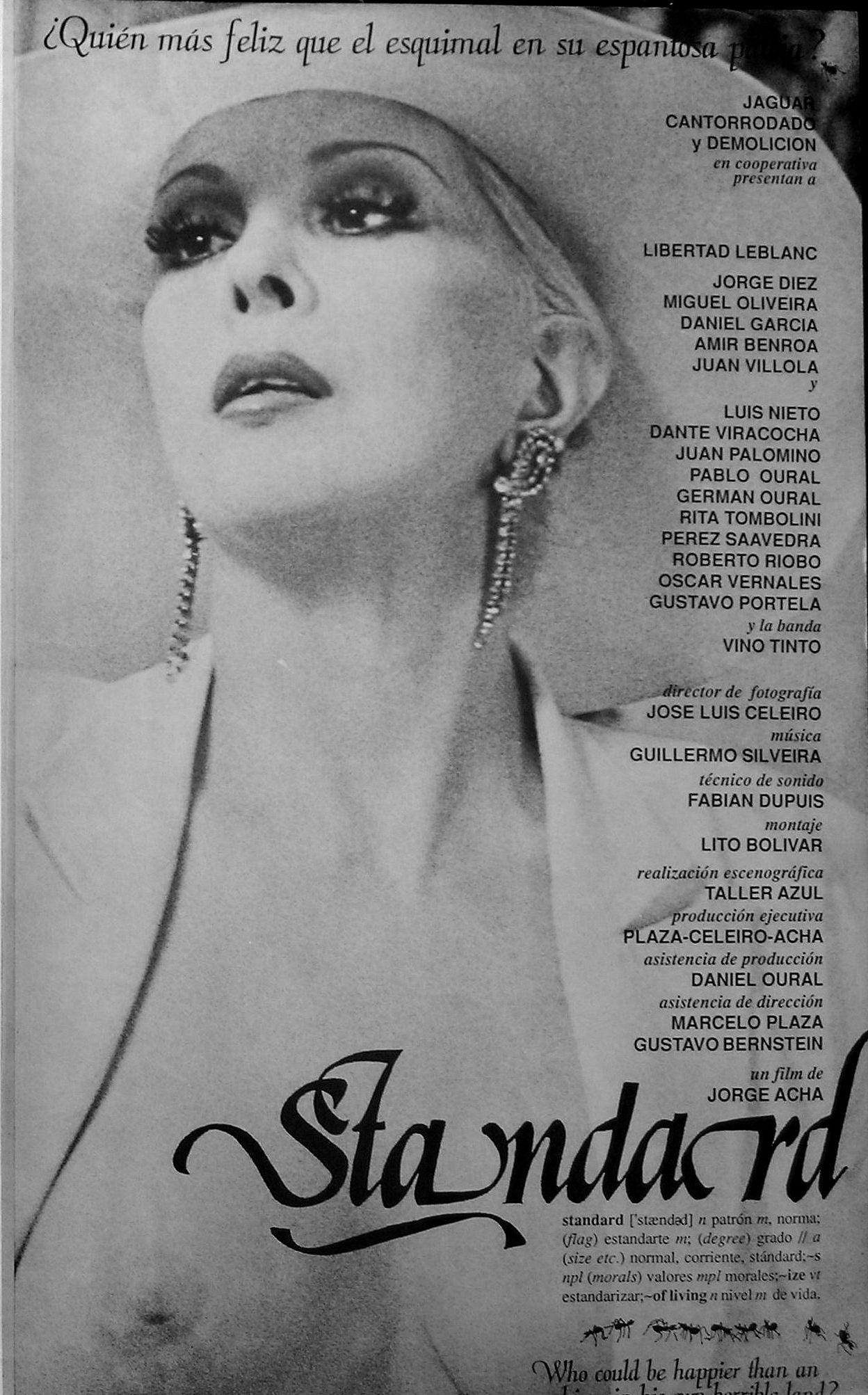
Afiche del film Standard

Pablo Piedras, en el texto antes referido, también analiza "Standard" bajo el subtítulo "Fragmentos de cultura":

"...Una mujer. Cinco hombres que son uno y simbolizan la totalidad. Un edificio en ruinas. Esquelético. La (de)construcción imposible de un país: la Argentina; “Estampitas, figuritas de una historia contada en fascículos. Las películas de Acha resultan revulsivas a las clasificaciones tornando inútil la improbable tarea de explicar su núcleo argumental. Poco diremos de Standard si contamos que narra la fábula de cinco obreros comprometidos en la construcción de una estructura arquitectónica ceremonial: un altar, el Altar de la Patria. Un sexto personaje, interpretado por Libertad Leblanc (¿arquitecta?), funciona como un lazo que atraviesa el relato, estableciendo, en una primera instancia, una relación con los obreros desde un espacio imaginario.

En Standard se efectúa una inédita historización de la Argentina desde un enfoque que privilegia los objetos de una cultura de masas (mal denominada, en algunas ocasiones, popular). Los iconos visuales y sonoros representados forman parte de una cultura signada por la estandarización (pensada como un proceso de equiparación hacia abajo) que se produce a través de los medios masivos de comunicación. Seguramente, la famosa “globalización”, tan en boga en estos tiempos, no es más que el paso posterior e inevitable de aquel primer golpe mediático-informativo que arremete las sociedades desde fines del siglo XIX. En la película, a través de diversas figuras y símbolos, se nos muestra cuales son los conocimientos que nos pertenecen a todos, se desmontan los mitos de la Nación. Circulan así infinidad de iconos visuales: las estampitas cristianas, las figuritas de Billiken; las imágenes de Perón, Evita, Maradona, Gardel; las tetas de Libertad Leblanc, la escarapela, Martín Fierro y la bandera nacional (la cual está siempre siendo arrastrada por el piso). Esta serie de signos visuales, se relaciona asimétricamente con ciertos iconos que aparecen en la serie sonora: La Marcha Aurora, una radio que transmite fútbol o el ritmo pegadizo de una cumbia. Mediante la puesta en escena, Acha cuestiona la validez y la paradójica hibridez de estos saberes “standard” que supuestamente nos mantienen unidos como sociedad.
En resumen, lo que se está poniendo en juego es la naturaleza de nuestra bendita identidad nacional. Como señala el sociólogo Anthony Smith (1997), más allá de los límites geográficos toda Nación posee una dosis de cultura colectiva, de suposiciones y aspiraciones, de sentimientos e ideas compartidas que mantiene unidos a los habitantes, siendo el sistema educativo y los medios de comunicación de masas los encargados de la socialización de estos valores.
En la primera escena del film, un hombre dinamita un monumento, un altar que apenas se divisa en la oscuridad (el Altar de la Patria soñado por Martínez de Hoz). En la próxima escena, Libertad Leblanc danza frente a cámara, vestida con los colores de la bandera nacional. Más tarde arribarán los obreros para construir desde las ruinas, para volver a poner en pie aquel monumento reducido a escombros. Hasta aquí, puede plantearse que existe cierta lógica entre una situación planteada y la acción que supuestamente debería dar cuenta de su resolución. Pero desde este mismo instante el planteo se vuelve incierto. Las acciones de los obreros no siguen la lógica que la convención indica: la del trabajo. Siempre dispersos, deambulan entre las ruinas, uno baila y se masturba, otro se babea observando estampitas, otros intentan apilar algunos ladrillos. Mientras tanto, desde un espacio indeterminado, la imagen de Libertad Leblanc reaparece intermitentemente cambiando de vestimenta o semidesnuda. Fragmentos, breves primeros planos de hormigas y estatuas, retoman incesantemente clausurando provisorias construcciones de sentido y cualquier tipo de identificación con los personajes que pueda generarse en el espectador. Entonces, un dilema se plantea para el público: continuar con esa imperiosa necesidad de interpretar (de otorgar sentido) o dejarse llevar hacia un mundo donde su percepción se verá comprometida. Si las hormigas fuesen sólo hormigas, los obreros sólo hombres, y las estatuas simples formas de bronce o yeso. ¿Qué sucedería con la realidad que creemos conocer, con los símbolos que nos negamos a cuestionar, con la hipócrita linealidad de cada historia que nos cuentan? La brutal agresión de Standard es contra el concepto. El relato teje, poco a poco, una silenciosa telaraña que subvierte las relaciones naturales que une los signos a las cosas, los conceptos a los objetos.
Señalaba con anterioridad que la elección de un modo de representación encama una decisión política. Desde mi punto de vista, el problema de la representación es el punto clave para poder hablar seriamente de un cine político. En Standard, Jorge Acha opera directamente sobre el lenguaje articulado que sostiene el logos occidental. Dentro de un esquema representativo la apuesta del director es extrema. En el transcurso del relato son muy pocas las palabras que pueden identificarse. Los personajes comunican a través de sus rostros, de su corporalidad. Paradójicamente, sólo desde un aparato de radio (un medio de comunicación masivo) se escuchan palabras en Un idioma reconocible. El cine de Acha busca la autonomía en su expresión, cierta libertad perdida setenta años atrás con la industrialización (¿estandarización?) del cine. De lo primero que se desprenderá para conseguir esta autonomía será del lenguaje. Esta traición al lenguaje se realizará en dos niveles: el cinematográfico y el lingüístico. En principio, Acha renuncia al lenguaje cinematográfico, institucionalizado elaborando una puesta en serie. que no sigue los cánones convencionales del paradigma occidental: causa – efecto, situación – acción, etc., siempre y cuando mantengamos el supuesto de que realmente existe un lenguaje cinematográfico, supuesto por demás basado en un imperialismo de la lingüística y la lógica predicativa. Por otra parte, como hemos dicho con anterioridad, se prescinde de la lengua como vía de comunicación. La serie sonora no es esclava de las imágenes, se desprende de ellas, funcionando en forma independiente y creando climas verdaderamente perturbadores.
De esta manera, el film invierte el paradigma narrativo del cine comercial y transgrede el del cine moderno. Su identidad está, construida sobre el vacío del lenguaje. La particularidad de Standard reside en una inversión de la lógica utilizada por algunas películas que se distancian de la norma. La totalidad de la película se sostiene sobre un elemento que le es ajeno, extraño, pero necesario para constituir su carácter diferencial: el lenguaje. Este lenguaje institucional, normativo, se filtra en la puesta en escena a través de símbolos e iconos, visuales y sonoros. Así, son cuestionados los mitos fundantes de nuestra cultura, develándose como símbolos falsos al ser mostrados en su perversa obscenidad. *

Lo extraordinario de la película reside en que nunca deja de ser narrativa (volcándose por ejemplo hada lo abstracto) sino que construye su propio modelo de representación. Esta es una apuesta política decisiva..."

## Escritos póstumos

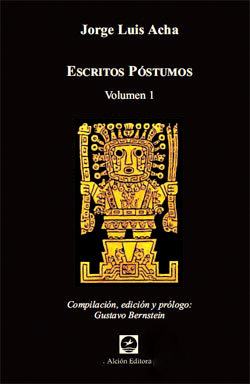
Portada de "Escritos Póstumos" (volumen 1)

En abril de 2012 se publicó el primer tomo de sus "Escritos Póstumos" (Alción Editora)que incluye tres guiones cinematográficos -Homo Humus, Blancos y San Michelín. "Homo Humus" tiene como eje la expedición que a finales del siglo XVIII emprendieron el geógrafo y naturalista prusiano Alexander von Humboldt y su colega, el galo Aimé Bonpland, junto a tres indios yaruros y que quedaría registrada en su libro "Viaje a las regiones equinocciales del Nuevo Continente". Ellos clasificaron y catalogaron el "nuevo mundo" y al hacerlo clausuraron el universo del otro, el indígena, ubicado en las antípodas de su pensamiento positivista. "Blancos" cuenta lo que dejó la campaña militar contra el indio emprendida por el general Roca; y el terror atávico ocasionado en el aborigen por esa espectral invención bélica que fueron "Los blancos de Villegas", aquel regimiento de níveos equinos conocido como "el malón blanco". El sincretismo cultural es la resultante de "San Michelín", El santo de la gomería, un inmigrante boliviano originario de Tiahuanacu, de vida promiscua y violenta, que en sus raptos místicos se cuelga a una cruz y prodiga milagros ante fieles y devotos.
"Es raro lo que sucede con la lectura de este libro. Similar a lo que pasa cuando en la primera juventud nos encontramos con un clásico y nos damos cuenta de que es posible despojarlo de su canonización, y hacerle sacar el máximo jugo del disfrute. Sea lo que fuera Acha –pintor, guionista, cineasta, escritor– lo cierto es que es de esos autores –una rara mezcla de Herzog, Pasolini y Favio– que, al leerlo, parece inocularnos ganas –y ese mítico deseo– de hacer arte en cualquiera de sus formas."
El segundo volumen de Escritos Póstumos publicado en 2014 incluye un conjunto de guiones cinematográficos cuyas historias se centran en la potencia del cuerpo masculino como disparador de evocación homoerótica y fue presentado en el marco del primer Festival Internacional de Cine LGBTIQ Asterisco. Según consigna Gustavo Bernstein, compilador  prologuista de la obra, en el catálogo del Festival: 

Amapola, primer guión de la serie, reformula la fábula de San Jorge y el dragón a partir de una hagiografía ambigua, tan sacra como pecaminosa. Convocados por la mítica reyerta del espíritu y el cuerpo, los guerreros de Dios y del Demonio combaten y copulan, buscan a la vez despedazarse y lamerse el glande y las heridas. Bocabajo, segunda pieza, urde una intriga en torno a una red internacional de contrabando que opera a través de un circuito clandestino de taxi-boys. El texto exuda sangre y semen: una historia nocturna que conjuga los resortes narrativos del film noir  con una versión del Kamasutra en clave gay. Versus cierra el tríptico actualizando las veneradas instituciones helenas del gymnasium y la pederastia, salvo que en un precario ateneo pugilístico del arrabal porteño. Los luchadores emulan en la palestra a los efebos de la estatuaria egea. Pero sus anatomías se interpelan, son usinas metafísicas punzadas por el dolor que les infringe el argumento de su oponente. Desde esa refriega, el texto se remonta a los orígenes de la filosofía y a la célebre hipérbole de Platón: "nunca habría existido la filosofía en Atenas de no ser por sus jóvenes tan bellos".

### SobreEscritos Póstumos. Volumen 1
.
Según Alción Editora, el primer tomo se articula en torno a un tríptico cuyo eje es uno de los temas esenciales de este artista polifacético: el dilema identitario que pugna en América desde la colisión cultural que se destara a partir del 12 de octubre de 1492; fecha que los eurocentristas pregonan como descubrimiento y los indigenistas tildan de invasión.
Acha interpela ese hiato nominativo trazando en los sucesivos textos un itinerario por las diversas estrategias de dominación y resistencia por el que ha deambulado la identidad en trance americana, indagando tanto en la colonización europea del imaginario precolombino como en la apropiación indígena de lo sobrenatural cristiano y/o de su cómplice, la superstición positivista.
Como mojones de un trayecto, las piezas permiten establecer tres estadios emblemáticos en la interacción del indio y del hombre blanco.
Homo-Humus, primera obra de la trilogía, cobija los escarceos iniciales en el descubrimiento y reconocimiento del otro, en un entorno selvático y exuberante alusivo a ese espacio edénico en el cual lo foráneo irrumpió sobre lo nativo.
Su eje narrativo es la expedición que a finales del siglo XVIII emprendieron el geógrafo y naturalista prusiano Alexander von Humboldt y su colega, el galo Aimé Bonpland, junto a tres indios yaruros por el río Apure –principal afluente del Orinoco–; que quedaría registrada en su libro Viaje a las regiones equinocciales del Nuevo Continente.
Ese texto recreado como un juego especular donde la taxonomía positivista del alemán, que clasifica y cataloga el “nuevo mundo” como un misionero de la avanzada del progreso, confronta con la concepción animista del indígena según la cual toda manifestación de la naturaleza viene dotada de alma y se inscribe en un orden de lo sagrado.
Blancos, segunda de las piezas inéditas, se ubica en una instancia intermedia de la relación de fuerzas, con la avanzada europea ya instalada en enclaves urbanos en los que ha impuesto su señorío y aparato doctrinal, pero en plena campaña de apoderamiento de vastas regiones aún en manos de la activa resistencia nativa.
El capital simbólico de ambos bandos ha padecido usurpaciones recíprocas, evidenciando signos de un progresivo mestizaje e incluso otros bienes culturales también han trocado de bando; entre ellos: el caballo, agenciado por el indio como símbolo de su identidad y arma letal de su estrategia guerrillera: el malón.
El relato se ubica en los estertores postreros de la campaña militar contra el indio emprendida por el general Roca –camuflada bajo el eufemismo de La conquista del desierto– en la que juega un rol determinante el terror atávico ocasionado en el aborigen por esa espectral invención bélica que fueron Los blancos de Villegas, aquel regimiento de níveos equinos comandado por el general homónimo y conocido como “el malón blanco”.
San Michelín completa el ciclo en el marco de la metrópoli actual, donde los imaginarios otrora enfrentados aparecen fusionados y transfigurados en el mismo espacio vital. La resistencia nativa asume ahora ribetes larvados en los rasgos de San Michelín, “El santo de la gomería”, un inmigrante boliviano originario de Tiahuanacu, de vida promiscua y violenta, que en sus raptos místicos se cuelga a una cruz y prodiga milagros ante fieles y devotos.
La prensa le ha asignado al personaje dotes de mito popular y Angélica, una antropóloga interesada en los fetiches urbanos, queda sugestionada por el personaje, promoviendo un vínculo poblado de contrastes donde resuenan las napas freáticas de la América oprimida y la inmaculada claridad del Iluminismo académico.
El dúo protagonizará un hecho que la legislación penal tipificaría criminal, pero según los indicios míticos del relato podría operar como una ceremonia sacra. ¿Michelín asesina a Angélica o la ofrenda a los dioses? ¿Estamos ante un psicópata y su víctima o ante un sacerdote y su vestal? ¿Es la historia de una pasión entre dos desquiciados o el destino de dos ungidos que acatan un mandato divino: él, inmolar lo más puro que ama; ella, entregarse en holocausto?
Pese a recursos estilísticos dispares, las tres piezas progresan mancomunadas bajo los efectos de un mismo régimen lumínico, por vía del cual la colisión de dos idearios se plantea como un debate entre lo radiante y lo sombrío; y bajo esa óptica, el tríptico podría vindicarse como una alegoría de la luz (o acaso de la sombra) que se cierne sobre el continente.

### SobreEscritos Póstumos. Volumen 2
Sobre el segundo volumen de los Escritos Póstumos el crítico Gabriel Orqueda refirió: 

"Los escritos que el cineasta, pintor y escritor Jorge Luis Acha emprendió en los últimos años de su vida, y que Gustavo Bernstein se ha encargado de rescatar y compilar con lucidez y erudición en este libro notable, no hacen otra cosa que reeditar la infinitud de una batalla milenaria, que incluye la lucha entre bien y el mal, entre el deseo y la represión, pero sobre todo la lucha del hombre con el hombre, del encuentro entre iguales, como única vía posible para forjarse una identidad. En ese largo periplo que supone la perpetuidad de la contienda, Acha traza las coordenadas urbanas de una serie de relatos arquetípicos que, bajo la forma del sueño o el mito, invierten el sentido tradicional de su mensaje. Si en Amapola, primero de los tres textos que se incluyen en el libro, la leyenda de San Jorge y el dragón se ve subvertida a partir del anclaje en un ambiente onírico que habilita la liberación de los deseos y permite ceder a las tentaciones y al llamado del instinto para descubrir que no se trata de dos personajes antagónicos sino de dos cuerpos que encuentran en la reciprocidad del acto amoroso la parte que los completa, en Bocabajo y en Versus, esos mismos cuerpos se entrelazan y se enfrentan, como respuesta desesperada ante el desamparo y la orfandad en el primero, y como acceso a un conocimiento de sí mismo que iguala el pensamiento a la acción brutal y desmedida en el último. En los tres textos la sangre de los cuerpos se mezcla y ya no se distingue a quién corresponde. Los personajes de Acha, siempre masculinos, siempre viriles, se lamen mutuamente las heridas, se penetran, se funden el uno con el otro, se reconocen inseparables, se reflejan en la espesura roja que emana de los cuerpos luego de la exigencia física que impone la batalla. El deseo es priorizado por sobre los reparos que se desprenden de una antigua moral que parece no tener lugar aquí, y el amor, expuesto en toda su crudeza, adopta formas disímiles pero siempre fecundas en cada uno de los relatos. (...) El libro se completa con los Apuntes sobre el mar, una serie de anotaciones breves en las que Acha desnuda su periplo libertario por el mundo y encuentra en la inestabilidad del terreno marítimo su morada final. Islas que parecen manchas negras, cabelleras rojas y senos enormes de mujer que recuerdan a los guerreros portugueses, rituales acuáticos que retrotraen al viajero a un tiempo prehistórico. Los apuntes representan la partida del artista hacia Ítaca, el viaje final que lo enriquece al tiempo que lo interpela para finalmente devolverlo a la tierra convertido en otra cosa. En cada una de esas anotaciones Acha es otra persona, deja de ser para volver a ser. Su salutación final comprende la deconstrucción de un cuerpo humano que se vuelve agua, la existencia física devenida abstracción líquida, el intento último por retornar al origen, por recuperar el paraíso perdido."

## Publicaciones
- Jorge Acha, Escritos Póstumos. Volumen 1, Alción Editora, 2012 I.S.B.N.:978-987-646-268-6[36]
- Jorge Acha, Escritos Póstumos. Volumen 2, Ítaca Ediciones, 2014 I.S.B.N.:978-987-45393-0-3[35]
- Piedras, Pablo, Un tal Jorge Acha, Centro de Investigación y Nuevos Estudios sobre Cine – Facultad de Filosofía y Letras, 2002-2003. ISSN 1515-9213.
- AAVV, Jorge Acha: una eztetyka sudaka, Ítaca ediciones, 2017, I.S.B.N: 978-987-45493-5-8